# Charente
Charente (Charanta în occitană, chérente în poitevin-saintongeais) este un departament în vestul Franței, situat în regiunea Aquitania-Limousin-Poitou-Charentes. Este unul dintre departamentele originale ale Franței create în urma Revoluției din 1790. Este numit după râul omonim care îl traversează.

## Localități selectate

### Prefectură
- Angoulême

### Sub-prefecturi
- Cognac
- Confolens

## Diviziuni administrative
- 3 arondismente;
- 35 cantoane;
- 404 comune;

## Limbii
Se vorbește parlanjhe (poitevin-saintongeais) și occitană la est.